# Euchorthippus yungningensis
Euchorthippus yungningensis är en insektsart som beskrevs av Tu och Z. Zheng 1964. Euchorthippus yungningensis ingår i släktet Euchorthippus och familjen gräshoppor. Inga underarter finns listade i Catalogue of Life.